# Gare de Dublin Pearse
Pour les articles homonymes, voir Pearse.
La gare de Dublin Pearse (anciennement Westland Row Station) est une gare ferroviaire irlandaise. Elle est située sur Westland Row au sud de Dublin.

## Situation ferroviaire
Gare précédente : Tara Street, gare suivante : Grand Canal Dock.

## Histoire
La gare est mise en service le 17 décembre 1834, elle est alors le terminus de la ville de la ligne de Dublin à Kingstown. La gare fut reconstruite et agrandie à la fin du XIXe siècle quand le toit actuel fut installé. Une caractéristique de cette reconstruction est la conversion de la gare, qui n'était alors encore qu'un terminus, en une gare passante.
Jusqu'en 1966, elle s'appelait Westland Row Station, elle a alors pris le nom de deux frères nationalistes irlandais, Patrick and William Pearse.  

## Service des voyageurs

### Accueil
Gare de la Coras Iompair Eireann (Compagnie Irlandaise de Transport)

### Desserte
Dublin Pearse, est une gare du DART et Intercity. Cette gare est également le terminus des lignes du Northern Commuter (vers Balbriggan/Dundalk) et du Western Commuter (vers Maynooth/Longford). Le DART (seule ligne électrifiée du pays) et les lignes du South Eastern Commuter (Dublin Connolly vers Arklow) passent également par cette gare, tout comme l'Intercity de Dublin Connolly vers Rosslare Europort.